# Onkel Tobi
Onkel Tobi sind vier Vorlesebücher des Kinderbuchautors Hans-Georg Lenzen. Sie eignen sich besonders als Vorlesebücher für Zwei- bis Sechsjährige und sind in den Jahren zwischen 1963 und 1975 erschienen. Illustriert sind sie von Sigrid Hanck. Sie sind als Sammelband Viel Spaß mit Onkel Tobi und als Einzelwerke erschienen: Onkel Tobi, Onkel Tobis Landpartie, Zu Besuch bei Onkel Tobi und Onkel Tobi hat Geburtstag

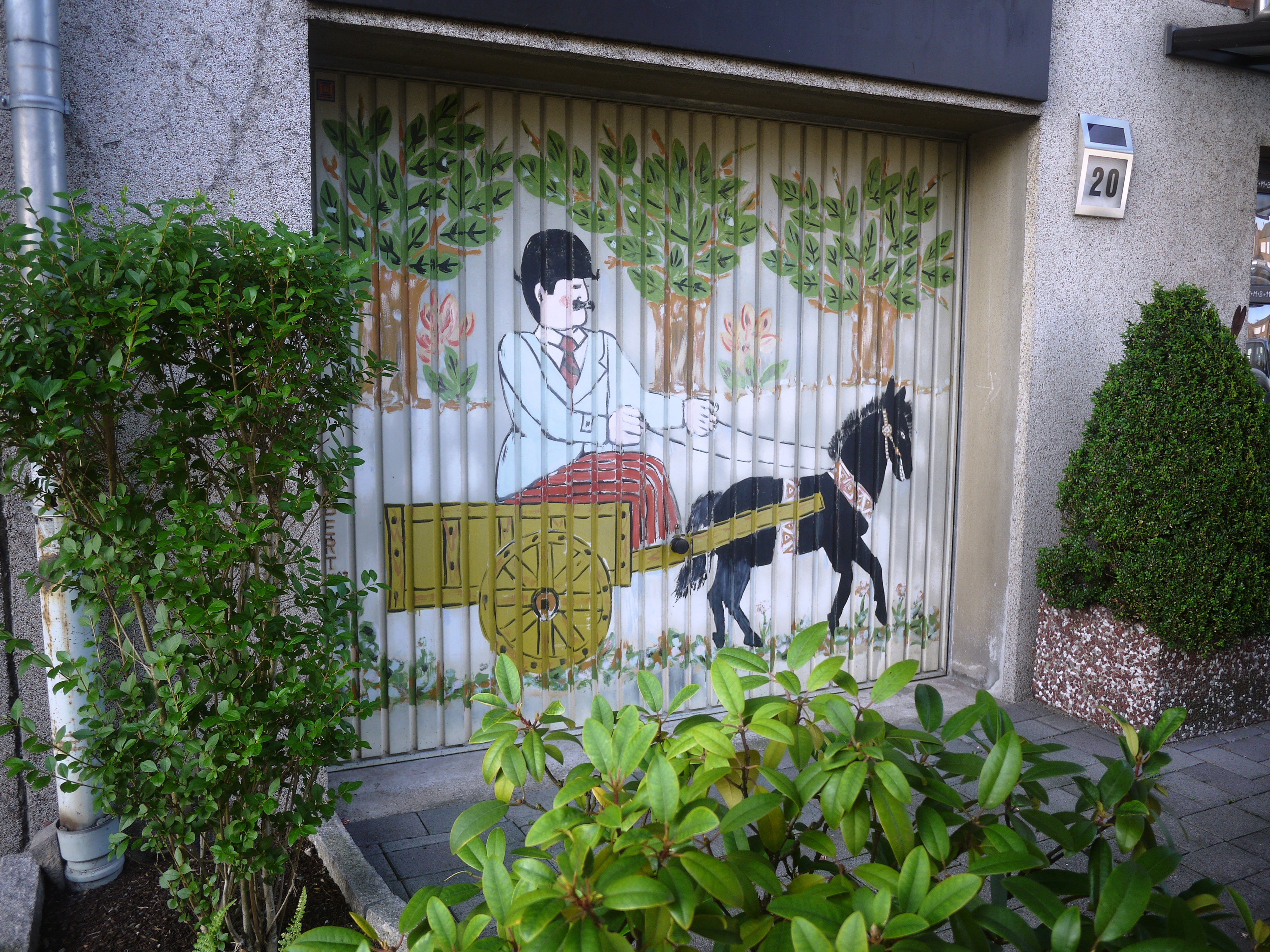
Garagentor mit Bild von Onkel Tobi

Ähnlich wie in Die kleine Raupe Nimmersatt und Sieben Mäuse brauchen Kleider liegt der Reiz in einer wiederholten Aufzählung, die hier die Form eines Gedichtes in einprägsamer Sprache hat.
Samstag morgen fährt der Onkel
mit dem Wagen in die Stadt
weil er für die nächste Woche
manches einzukaufen hat.
In gereimter Form wird die immer länger werdende Einkaufsliste des Onkels Tobi beziehungsweise im zweiten Band die Wegbeschreibung zu einem Ausflugsort immer wieder leicht variiert.
Im dritten Band werden Onkel Tobis Hobbys und Lieblingsspiele beschrieben, während Onkel Tobi im vierten Band mit seinen Freunden seinen 55. Geburtstag feiert. Um sein Geburtstagsgeschenk, einen Kalender, aufhängen zu können, wird die Wohnung umgeräumt, aufgeräumt und frisch gestrichen.
Die ersten drei Geschichten sind zusammen mit „Dann schenk’ ich Dir ein Riesenrad“ vom gleichen Autor und mit ergänzenden Kinderliedern als Lesung von Heinz Schacht auf Schallplatte erschienen (baccarola 80 757 ZW).

## Ausgaben
- Hans G.Lenzen: Viel Spaß mit Onkel Tobi. Alle Geschichten in einem Band. 1. Auflage. C. Bertelsmann Verlag, München 1994, ISBN 3-570-12089-9.